# Myrmekochoria

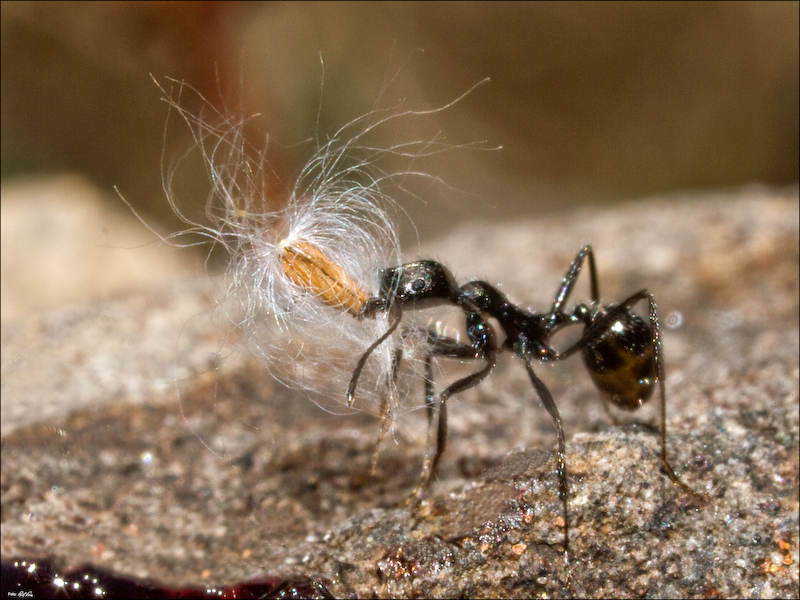
Mrówka przenosząca nasiono

Myrmekochoria, mrówkosiewność – roznoszenie nasion roślin przez mrówki, jeden z rodzajów zoochorii. Niektóre gatunki roślin wykształciły specjalne przystosowania do tego, np. ich nasiona zaopatrzone są w specjalne wyrostki zw. elajosomami (ciałkami mrówczymi), które mrówki zjadają lub gubią w trakcie transportu do mrowiska. Zjawisko to jest specyficznym przykładem mutualizmu. W niektórych regionach klimatycznych odgrywa znaczącą rolę, np. nawet do 30% roślin w południowoafrykańskiej formacji roślinnej fynbos rozsiewa się w ten sposób.
Około 150 gatunków europejskich roślin ma elajosomy, dzięki którym nasiona mogą być transportowane przez mrówki na odległość nawet do 20–70 metrów.
Przykłady:
- czosnek niedźwiedzi (Allium ursinum)
- glistnik jaskółcze ziele (Chelidonium majus),
- jasnota biała (Lamium album)
- kokorycz (Corydalis),
- macierzanka piaskowa (Thymus serpyllum),
- możylinek trójnerwowy (Moehringia trinervia),
- rącznik pospolity (Ricinus communis),
- serduszka (Dicentra).